# Microniscus ornatus
Microniscus ornatus is een pissebed uit de familie Microniscidae. De wetenschappelijke naam van de soort is voor het eerst geldig gepubliceerd in 1914 door Vanhöffen.